# Sonda Nanofountain

Seqüència de microfabricació

Una sonda de nanofont (NFP) és un dispositiu per "dibuixar" micropatrons de productes químics líquids amb una resolució extremadament petita. Un NFP conté un dispositiu micro-fluídic en voladís acabat en una nanofont. La microfluídica incrustada facilita el lliurament ràpid i continu de molècules des dels dipòsits del xip fins a la punta de la font. Quan la punta es posa en contacte amb el substrat, es forma un menisc líquid que proporciona un camí per al transport molecular al substrat. Controlant la geometria del menisc mitjançant el temps de retenció i la velocitat de deposició, es podrien modelar diverses tintes i biomolècules en una superfície, amb menys de 100 nm de resolució.

## Antecedents històrics
L'arribada de la nanolitografia dip-pen (DPN) en els darrers anys va representar una revolució en la tecnologia de patrons a nanoescala. Amb una resolució de menys de 100 nanòmetres i una arquitectura favorable a una paral·lelització massiva, DPN és capaç de produir grans matrius de funcions a nanoescala. Com a tal, la DPN convencional i altres tècniques basades en sondes generalment estan limitades en la seva velocitat de deposició i per la necessitat de tornar a entintar repetidament durant el modelatge estès.
Per abordar aquests reptes, Espinosa et al va desenvolupar la sonda nanofountain. on es van incrustar microcanals a sondes AFM per transportar tinta o biomolècules des dels dipòsits als substrats, realitzant una escriptura contínua a nanoescala. La integració de l'alimentació contínua de tinta líquida dins del NFP facilita la deposició més ràpida i elimina la necessitat d'immersió repetida, tot preservant la resolució de DPN inferior a 100 nanòmetres.

## Microfabricació
Les sondes de font nano (NFP) es fabriquen a escala d'hòsties mitjançant tècniques de microfabricació que permeten la fabricació per lots de nombroses fitxes. A través de les diferents generacions de dispositius, el disseny i l'experimentació van millorar el dispositiu donant lloc a un procés de fabricació robust. S'espera que la dimensió i les formes de les funcions molt millorades millorin el rendiment en l'escriptura i la imatge.

### Nanopatró d'escriptura directa
NFP s'utilitza en el desenvolupament d'una plataforma de nanofabricació d'escriptura directa a escala. La plataforma és capaç de construir dispositius a nanoescala complexos i altament funcionals a partir d'una sèrie diversa de materials (per exemple, nanopartícules, catalitzadors (augment de la velocitat de reacció), biomolècules i solucions químiques).

### Injecció directa unicel·lular in vitro
Aprofitant la geometria única de la punta dels nanomaterials NFP s'injecten directament a les cèl·lules vives amb una invasivitat mínima. Això permet estudis únics sobre el lliurament mediat per nanopartícules, així com les vies cel·lulars i la toxicitat. Mentre que els estudis típics in vitro es limiten a les poblacions cel·lulars, aquestes eines d'aplicació àmplia permeten un interrogatori multifacètic a un nivell cel·lular realment únic.